# Hari Budha Magar
Pour les articles homonymes, voir Budha (homonymie).
Hari Budha Magar est un double amputé au-dessus du genou Népalais et un alpiniste aux records du monde. En 2017, il est devenu le premier double amputé au-dessus du genou à gravir une montagne de plus de 6 000m (Pic Mera, 6 476m).

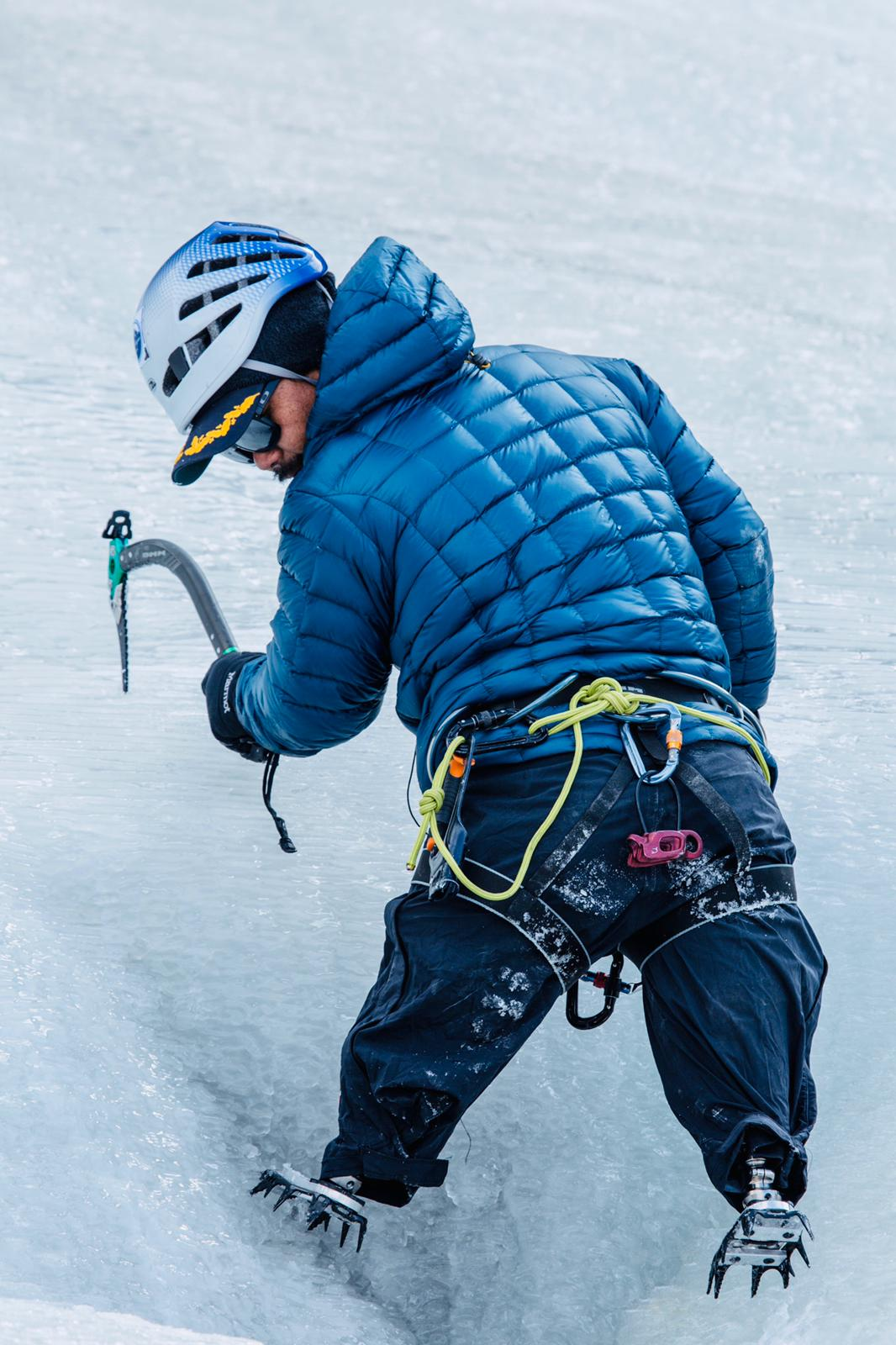
Hari pratiquant de l'escalade glaciaire au Népal (Photo:Shanta Nepali)

## Son enfance
Hari est né en 1979 dans un village au pied de l’Himalaya au Népal. Il est né dans une étable à une altitude de 2 500m dans une région isolée de l’ouest du Népal. Il grandit à Mirul, dans le district de Rolpa de l’Himalaya. Quand il était enfant, il devait marcher pieds nus 45 minutes tous les jours pour aller et revenir de l’école ; à l’école, il n’y avait pas de stylos ou papier, il dû apprendre à écrire avec de la craie sur une planche de bois. Il fut forcé de se marier à l’âge de 11 ans. Pendant sa période d’adolescence, il était entouré par la guerre civile népalaise où plus de 17 000 personnes ont été tuées sur une période de 10 ans,.

## Carrière militaire
Il rejoignit l’armée Britannique (British Army) via le régiment des Royal Gurkha Rifles quand il avait 19 ans. Il servit à travers cinq continents, s’entrainant et faisant des opérations pour l’armée Britannique, son rôle incluait Combat Medic (secourisme de combat), sniper, de la surveillance, et bien d’autres choses.

### Blessures et convalescence

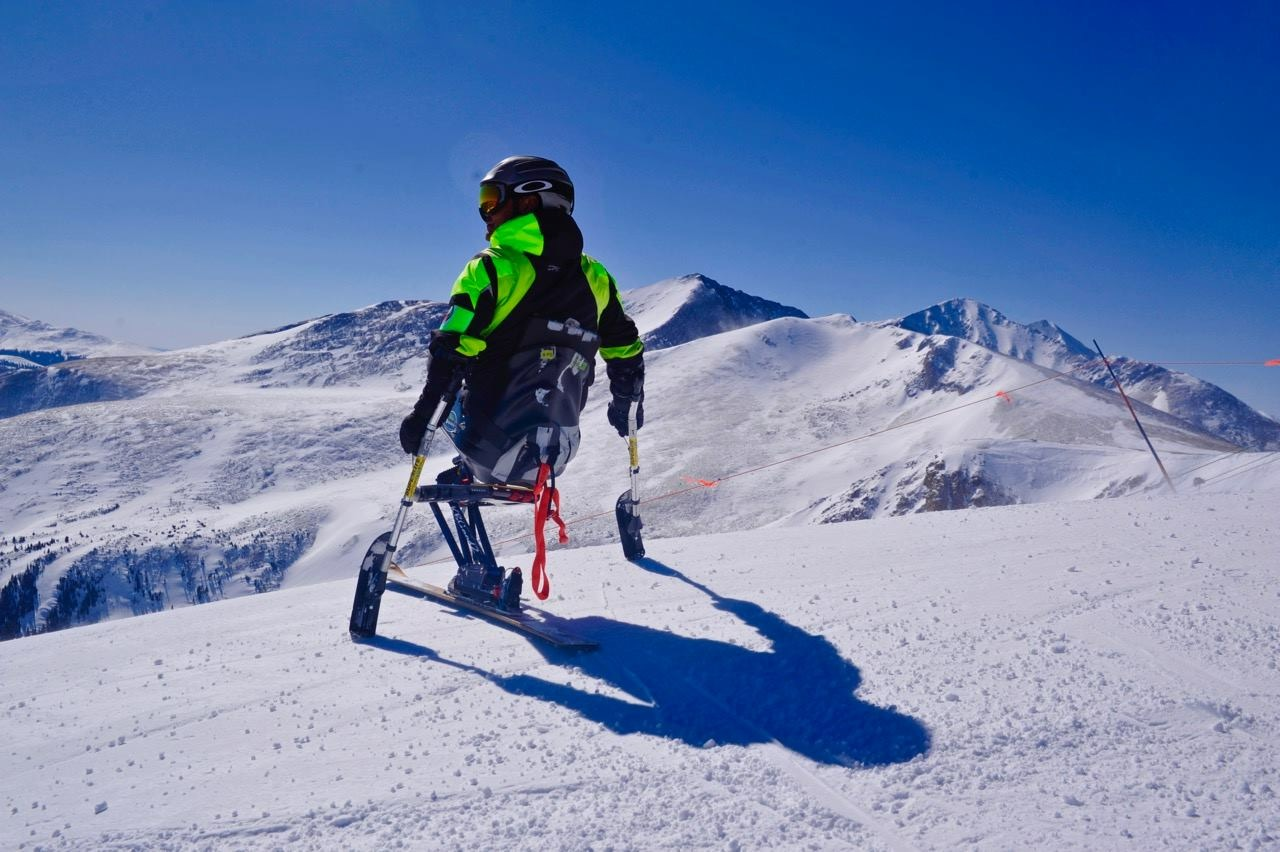
Hari skiant dans le Colorado (Photo: Gary Humphrey)

Pendant son service dans l’armée Britannique en Afghanistan en 2010, Hari marcha sur un engin explosif improvisé (EEI). Résultat, il perdit ses jambes, les deux au-dessus du genou, et avait de nombreuses autres blessures.
Depuis son accident, il a expérimenté une grande variété de sports et d’aventures, incluant : le golf, le ski, la plongée, le kayak et l’escalade. Il a aussi joué au rugby-fauteuil et basket-ball en fauteuil roulant. Il détient le record du monde pour avoir été le premier double amputé au-dessus du genou à gravir une montagne de plus de 6 000m.

## Alpinisme
À ce jour, Hari a escaladé le Mont Blanc (4 810m), le Chulu Far East (6 059), le Kilimanjaro (5 895m), et le Pic Mera (6 476m). Il gravit le Pic Mera en 2017 et devint le tout premier double amputé au-dessus du genou à grimper une montagne de plus de 6 000m.
L’ultime objectif et plan d’Hari, c’est d’escalader le Mont Everest (8 848m), la montagne la plus haute du monde.

### Polémique de l’Everest
En 2017, le Népal bannit les alpinistes solo, aveugles et double amputés de toute tentative d’escalade du Mont Everest. Hari planifiait déjà son ascension quand la nouvelle apparue. Il dénonça l’interdiction comme discriminatoire et fut lourdement impliqué dans la campagne et la lutte contre cette règlementation. En 2018, après un effort collectif de la part d’Hari, d’associations pour le handicap et d’autres personnes, la cour suprême du Népal supprima l’interdiction.